# الرجل من يو.إن.سي.إل.إي.
الرجل من يو.إن.سي.إل.إي. (بالإنجليزية: .The Man from U.N.C.L.E)‏ هو فيلم حركة وتجسس وكوميديا أمريكي صدر سنة 2015 من إخراج غاي ريتشي والذي كتبه بالاشتراك مع ليونيل وايغرام، مقتبس من مسلسل بنفس العنوان صدر في 1964. الفيلم من بطولة هنري كافيل وأرمي هامر وأليسيا فيكاندير وإليزابيث ديبيكي وجاريد هاريس وهيو غرانت. صدر الفيلم في 14 أغسطس، 2015.

## القصة
في أوائل ستينات القرن العشرين خلال الحرب الباردة تقوم «قيادة الشبكة المتحدة للقانون والتطبيق» (United Network Command for Law and Enforcement) المعروفة أختصاراً بـ"U.N.C.L.E" بأرسال عميل سوفيتي وعميل أمريكي في مهمة لإيقاف منظمة إجرامية عالمية تحاول بيع أسلحة نووية.

## التمثيل
- هنري كافيل بدور «نابليون سولو»
- أرمي هامر بدور «إيليا كورييكا»
- أليسيا فيكاندير بدور «غابي تيلير»
- إليزابيث ديبيكي بدور «فيكتوريا فنشيغيرا»
- جاريد هاريس بدور «ساندرز»
- هيو غرانت بدور «الكسندر ويفرلي»

## وصلات خارجية
- Official website
- الرجل من يو.إن.سي.إل.إي. على موقع IMDb (الإنجليزية)
- الرجل من يو.إن.سي.إل.إي. على موقع ميتاكريتيك (الإنجليزية)
- الرجل من يو.إن.سي.إل.إي. على موقع روتن توميتوز (الإنجليزية)
- الرجل من يو.إن.سي.إل.إي. على موقع نتفليكس (الإنجليزية)
- الرجل من يو.إن.سي.إل.إي. على موقع قاعدة بيانات الأفلام العربية
- الرجل من يو.إن.سي.إل.إي. على موقع ألو سيني (الفرنسية)
- الرجل من يو.إن.سي.إل.إي. على موقع Turner Classic Movies (الإنجليزية)
- الرجل من يو.إن.سي.إل.إي. على موقع أول موفي (الإنجليزية)
- الرجل من يو.إن.سي.إل.إي. على موقع بوكس أوفيس موجو (الإنجليزية)
- الرجل من يو.إن.سي.إل.إي. على موقع فيلمافينيتي (الإسبانية)